# 차바하르

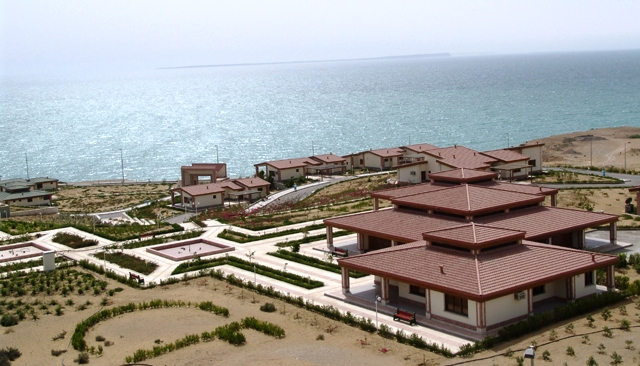

차바하르(Chabahar)는 이란의 항구도시이다. 시스탄오발루체스탄주 차바하르군의 중심 도시이다.

## 역사
오만만의 자유 무역 지대이다. 인구 10만명의 도시인데, 자유 무역 지대 선포 후 경제가 급성장하고 있다. 인도는 이란 남동부 차바하르 항구에 5억 달러(약 5천600억 원)를 투자했다. 이 항구를 파키스탄을 통하지 않고 아프가니스탄과 중앙아시아에 진출할 관문으로 사용하고자 이란과 협력하고 있다.
2015년 5월, 인도와 이란은 차바하르 항구의 선착장 두 곳을 인도가 장기 임차해 컨테이너 전용 터미널과 다목적 화물터미널로 개발하기로 하는 내용의 양해각서를 체결했다.
2018년 2월 17일, 인도와 이란은 차바하르 항구의 선착장 두 곳을 10년간 임차하기로 계약했다. 인도는 인접한 파키스탄에 대한 진출을 확대하는 중국을 견제하기 위해 이란의 핵심 전략요충인 차바하르 항을 임차했다고 중국시보(中國時報)가 20일 보도했다. 같은 해 12월, 시스탄-발루체스탄 주의 항구도시 차바하르에서 자살폭탄 공격이 벌어져 경찰관 등 3명이 숨졌다. 이 지역은 파키스탄과 인접한 국경 지대로 치안이 불안한 편이다.
2019년 3월 15일, 아프가니스탄의 물품이 이란 남동단 차바하르 항구를 거쳐 인도에 처음으로 수출되었다. 아프가니스탄 서부 님루즈 주(州)에서 생산된 물품 570t이 컨테이너에 실려 육로로 차바하르 항구로 운송돼 선적 작업을 거쳐 인도 북서부 문드라 항구에 13일 도착했다. 걸린 기간은 3주 정도였다. 그동안 아프가니스탄에서 인도로 수출하려면 양국 사이에 있는 파키스탄을 경유하는 육로를 통해야만 했다. 인도와 파키스탄은 주적관계이다.

## 미국 드론 격추
파키스탄 국경과 가까운 차바하르는 미국이 아프가니스탄을 지원하는 물품에 한정해 제재를 면제한 항구도시로, 이란이 미국의 제재를 피해 외국과 교역하는 곳으로 의심받는 지역이다.
2019년 6월 이란의 미국 드론 격추 사건이 발생했다. 차바하르를 정찰하던 미국 드론이 이란군에 격추되었다.

## 과다르
파키스탄은 중국과 손잡고 차바하르항에서 동쪽으로 불과 약 70 km에 떨어진 과다르항을 개발하고 있다. 일대일로 사업을 추진하는 중국은 서아시아의 물류 요충지 과다르항을 개발하는 데 투자하는 대가로 향후 40년간 운영권을 확보했다. 중국은 과다르항에 군함까지 파견하려고 한다.
2018년 이란 핵협정에 문제를 제기한 미국은 이란의 모든 항구에 대한 제재를 다시 가하면서, 차바하르항만 예외로 허용했다. 중국의 과다르항 개발 때문이라고 분석되었다. 따라서 이 차바하르항이 미국의 제재를 피하는 유일한 항구로 이용될 수 있게 되었다.
인도는 과다르에서 불과 수백 마일 떨어진 이란의 차바하르 항을 개발하여 경쟁하려 하며, 친미 국가인 오만의 인근 항구에 대한 해군 접근권도 얻었다.
2017년 4월 10일, 파키스탄 남부 발루치스탄에서 분리주의 활동을 조장하고 파키스탄과 중국이 추진하던 460억 달러, 52조 8천억 원 규모의 경제 회랑 건설을 방해하려던 혐의로 2016년 3월 체포된 인도 해군 장교 쿨부샨 자다브에 대해 군사법원이 사형을 선고했으며 카마르 자베드 바지와 육군참모총장이 이를 확정했다. 자다브는 군사법원에서 인도 해외정보기구를 위해 일했음을 자백했다. 인도 정부는 자다브가 2012년 해군을 전역해 이란에서 차바하르 항구 개발 사업 관련 일을 하다 납치됐다며 간첩활동과는 무관하다고 반박했다.
2017년 5월 19일, 네덜란드 헤이그에 있는 국제사법재판소(ICJ)가 간첩혐의로 파키스탄 법원에서 사형선고를 받은 인도인의 사형집행을 ICJ의 최종 판결이 내려지는 8월까지 사형집행을 해서는 안 된다고 요구했다. 파키스탄은 이번 사건과 관련해 ICJ의 재판 관할권이 없다고 다퉜지만, ICJ 재판부는 이를 받아들이지 않았다.

## 기후
| Chabahar의 기후          | Chabahar의 기후 | Chabahar의 기후 | Chabahar의 기후 | Chabahar의 기후 | Chabahar의 기후 | Chabahar의 기후 | Chabahar의 기후 | Chabahar의 기후 | Chabahar의 기후 | Chabahar의 기후 | Chabahar의 기후 | Chabahar의 기후 | Chabahar의 기후 |
| 월                       | 1월             | 2월             | 3월             | 4월             | 5월             | 6월             | 7월             | 8월             | 9월             | 10월            | 11월            | 12월            | 연간            |
| ------------------------ | --------------- | --------------- | --------------- | --------------- | --------------- | --------------- | --------------- | --------------- | --------------- | --------------- | --------------- | --------------- | --------------- |
| 역대 최고 기온 °C (°F)   | 31.0 (87.8)     | 33.0 (91.4)     | 38.0 (100.4)    | 42.0 (107.6)    | 46.0 (114.8)    | 45.2 (113.4)    | 47.0 (116.6)    | 42.4 (108.3)    | 42.0 (107.6)    | 41.4 (106.5)    | 37.0 (98.6)     | 32.0 (89.6)     | 47.0 (116.6)    |
| 일평균 최고 기온 °C (°F) | 24.5 (76.1)     | 25.0 (77.0)     | 28.1 (82.6)     | 31.0 (87.8)     | 34.0 (93.2)     | 35.0 (95.0)     | 33.8 (92.8)     | 32.4 (90.3)     | 32.2 (90.0)     | 32.4 (90.3)     | 29.5 (85.1)     | 26.3 (79.3)     | 30.4 (86.6)     |
| 일일 평균 기온 °C (°F)   | 20.4 (68.7)     | 21.3 (70.3)     | 24.2 (75.6)     | 27.1 (80.8)     | 30.4 (86.7)     | 31.9 (89.4)     | 31.1 (88.0)     | 29.8 (85.6)     | 29.1 (84.4)     | 28.2 (82.8)     | 25.0 (77.0)     | 22.0 (71.6)     | 26.7 (80.1)     |
| 일평균 최저 기온 °C (°F) | 15.0 (59.0)     | 16.0 (60.8)     | 19.0 (66.2)     | 22.3 (72.1)     | 25.2 (77.4)     | 28.0 (82.4)     | 28.1 (82.6)     | 26.9 (80.4)     | 25.4 (77.7)     | 22.7 (72.9)     | 18.8 (65.8)     | 16.2 (61.2)     | 22.0 (71.5)     |
| 역대 최저 기온 °C (°F)   | 7.0 (44.6)      | 7.0 (44.6)      | 9.6 (49.3)      | 14.0 (57.2)     | 16.0 (60.8)     | 22.0 (71.6)     | 21.0 (69.8)     | 19.0 (66.2)     | 19.0 (66.2)     | 13.2 (55.8)     | 9.0 (48.2)      | 7.0 (44.6)      | 7.0 (44.6)      |
| 평균 강우량 mm (인치)    | 29.4 (1.16)     | 37.9 (1.49)     | 14.9 (0.59)     | 6.1 (0.24)      | 0.1 (0.00)      | 0.5 (0.02)      | 6.2 (0.24)      | 2.1 (0.08)      | 1.2 (0.05)      | 0.0 (0.0)       | 4.4 (0.17)      | 13.7 (0.54)     | 116.5 (4.58)    |
| 평균 강우일수            | 3.6             | 3.4             | 2.0             | 1.3             | 0.1             | 0.1             | 1.3             | 0.8             | 0.2             | 0.0             | 0.5             | 1.7             | 15              |
| 평균 상대 습도 (%)       | 61              | 66              | 69              | 70              | 72              | 75              | 77              | 77              | 76              | 73              | 67              | 61              | 70              |
| 평균 월간 일조시간       | 240.2           | 234.1           | 263.8           | 278.2           | 330.2           | 284.8           | 244.6           | 241.4           | 260.9           | 295.5           | 272.5           | 249.2           | 3,195.4         |
| 출처: NOAA (1963–1990)   |                 |                 |                 |                 |                 |                 |                 |                 |                 |                 |                 |                 |                 |